# Y'a pas de problème
Y'a pas de problème est une série télévisée québécoise en 74 épisodes de 25 minutes scénarisée par Réginald Boisvert et diffusée du 1er septembre 1975 au 6 juin 1977 à la Télévision de Radio-Canada.

## Synopsis
Y'a pas de problème relatait les aventures des employés d'une entreprise de transport par camion.

## Fiche technique
- Scénariste : Réginald Boisvert
- Réalisation : René Verne, Jean Gaumont et Guy Hoffmann
- Société de production : Société Radio-Canada

## Distribution
- Lionel Villeneuve : Hervé Brunelle
- Janine Sutto : Sophie Brunelle
- Élizabeth Chouvalidzé : Charmaine Gamache
- Marc Legault : Charley Couture
- Luce Guilbeault : Justine Demers
- Pierre Beaudry : Marc Leroux
- Julien Bessette : Joachim Garnier
- Marie-Anne Brochu : Michèle Deslauriers
- Monique Bélisle : Emma Garnier
- René Caron : Gilles Martel
- Georges Carrère : Gilbert Martin
- Gilbert Comtois : Guy Beaulieu
- Claudette De Lorimier : Carlotta Lara
- Sébastien Dhavernas : Michel Duquette
- Marie-Lou Dion : Isabelle Brunelle
- Pierre Dufresne : Clément Juneau
- Nini Durand : Margot Lavigne
- Jacques Fortier : Guy Gaston
- Louiselle Fortier : Inès Gaston
- Alain Gamache : Daniel Tremblay
- Roger Garceau : Denis Chalifoux
- Jacinthe Chaussé : Chantal
- Yolande Binet : Corinne
- Yvon Bouchard : Barman
- Alpha Boucher : Henri
- Maurice Brunelle : Policier et journaliste
- Réal Béland : Félix
- Guy Bélanger : M. Beauchemin
- Mireille Daoust : Henriette
- Carole Cloutier : Martine
- Michel Desautels : Ménard
- Michèle Deslauriers : Mme Martel
- Camille Ducharme : Dr Lavigueur
- Gisèle Dufour : Mme Milot
- Mariette Duval : Viviane
- Victor Désy : Dr Ancel et policier
- Fabiola : Yamila
- Alain Fournier Me Portelance
- Edgar Fruitier : Max
- Bertrand Gagnon : M. Trudelle
- J. Léo Gagnon : Agent Bernier
- Benoît Girard : Claude Milot
- Marie-Michèle Groleau : Ginette
- Hélène Grégoire : Marcelle
- Roger Guertin : Caméraman et avocat
- Ernest Guimond : Oncle Henri
- Jacques L'Heureux : Marcel
- Nicolas Jéquier : Patrice
- Raymond L'Heureux : Fred
- Armand Labelle : Jack et policier
- Gaétan Labrèche : Hercule Gamache
- Louis Lalande : Paul Garceau
- Denis LaRocque : Roger Fadaise
- Jean-Guy Latour : Adrien, Conrad et gréviste
- France Laverdière : Charlotte Belleau
- Carmen Larose : Nicole Legendre
- Roger Lebel : Gros-Jos
- Jean-Denis Leduc : Simon Simon
- Anne Létourneau : Odile Brunelle
- Ninon Lévesque : Claire
- Suzanne Marier : Diane
- Paul-André Marcotte : Chuck
- Jean-Pierre Masson : Père Gauthier
- Roger Michael : Cyprien Gaston
- Michèle Mercure : Mona et étudiante
- Claude Michaud : Ti-Georges
- Jean-Louis Millette : Ti-casse
- Jean-Luc Montminy : Policier et bandit
- Ginette Morin : Lorraine
- Judith Ouimet : Diane
- Madeleine Pageau : Hélène
- Jean-Louis Paris : Denis Lavigne
- Jacques Piperni : Carl
- Marc Picard : Gérard et médecin
- Yvan Ponton : Routier et joueur
- Louis Poirier : André Brunelle
- Louise Portal : Jocelyne
- Philippe Robert : M. Sirois
- Brigitte Purkhardt : Minou
- Yolande Roy : Hermione
- Claude Régent : Denis Chartier
- Louis De Santis : Jules
- Madeleine Sicotte : Mme Legendre
- Diane St-Jacques : Geneviève Simon
- Daniel Tremblay : Jacques Belleau
- Diane St-Onge : Colette
- Roger Turcotte : Dédé
- Joanne Verne : Manon
- Francine Vernac : Germaine
- Lucie Vézina : Adèle
- Jacques Zouvi : Selim